# العلاقات العراقية الجنوب إفريقية
العلاقات العراقية الجنوب أفريقية هي العلاقات الثنائية التي تجمع بين العراق وجنوب أفريقيا.

## مقارنة بين البلدين
هذه مقارنة عامة ومرجعية للدولتين:
| وجه المقارنة                                              | العراق                       | جنوب أفريقيا |
| --------------------------------------------------------- | ---------------------------- | --- |
| المساحة (كم2)                                             | 437.07 ألف                   | 1.22 مليون |
| عدد السكان (نسمة)                                         | 38.27 مليون                  | 57.73 مليون |
| الكثافة السكانية (ن./كم²)                                 | 87.56                        | 47.32 |
| العاصمة                                                   | بغداد                        | بريتوريا، بلومفونتين، كيب تاون |
| اللغة الرسمية                                             | اللغة العربية، اللغة الكردية | لغة إنجليزية، اللغة الأفريقانية، اللغة النديبلي الجنوبية، اللغة السوثو الشمالية، اللغة السوتية، لغة سوازي، اللغة التسونجا، اللغة التسوانية، اللغة الفيندية، اللغة الكوسية، اللغة الزولوية |
| العملة                                                    | دينار عراقي                  | راند جنوب أفريقي |
| الناتج المحلي الإجمالي (بليون دولار)                      | 197.72 مليار                 | 349.42 مليار |
| الناتج المحلي الإجمالي (تعادل القوة الشرائية) بليون دولار | 560.73 مليار                 | 725.91 مليار |
| الناتج المحلي الإجمالي الاسمي للفرد دولار أمريكي          | 4.94 ألف                     | 5.72 ألف |
| الناتج المحلي الإجمالي للفرد دولار أمريكي                 | 15.06 ألف                    | 13.05 ألف |
| مؤشر التنمية البشرية                                      | 0.654                        | 0.666 |
| رمز المكالمات الدولي                                      | +964                         | +27 |
| رمز الإنترنت                                              | .iq                          | .za |
| المنطقة الزمنية                                           | ت ع م+03:00، ت ع م+04:00     | ت ع م+02:00، أفريقيا/جوهانسبرغ ‏ |

## منظمات دولية مشتركة
يشترك البلدان في عضوية مجموعة من المنظمات الدولية، منها:
| علم المنظمة | اسم المنظمة                        | تاريخ انضمام العراق | تاريخ انضمام جنوب أفريقيا |
| ----------- | ---------------------------------- | ------------------- | ------------------------- |
|             | مؤسسة التنمية الدولية              | 29 ديسمبر 1960      | 12 أكتوبر 1960            |
|             | يونسكو                             | 21 أكتوبر 1948      | 4 نوفمبر 1946             |
|             | وكالة ضمان الاستثمار متعدد الأطراف | 6 أكتوبر 2008       | 10 مارس 1994              |
|             | الأمم المتحدة                      | 21 ديسمبر 1945      | 7 نوفمبر 1945             |
|             | الاتحاد البريدي العالمي            | ?                   | ?                         |
|             | البنك الدولي للإنشاء والتعمير      | 27 ديسمبر 1945      | 27 ديسمبر 1945            |
|             | الاتحاد الدولي للاتصالات           | 12 نوفمبر 1928      | 1910                      |
|             | منظمة حظر الأسلحة الكيميائية       | ?                   | ?                         |
|             | مؤسسة التمويل الدولية              | 27 ديسمبر 1956      | 3 أبريل 1957              |
|             | منظمة الشرطة الجنائية الدولية      | ?                   | ?                         |

## وصلات خارجية
- موقع وزارة الخارجية العراقية
- موقع وزارة الخارجية الجنوب أفريقية